# スティーブ・ディアリング
スティーブン・ディアリング(Stephen Deering, 1951年 - )は、カナダ出身の計算機科学者である。シスコシステムズの元研究員で、Internet Protocol(IP)のアーキテクチャ拡張の開発と標準化に取り組んでいる。

## 経歴
バンクーバー島のShawnigan Lake Schoolの高校を卒業後、ブリティッシュコロンビア大学で1973年に学士(B.Sc.)、1982年に修士(M.Sc.)の学位を取得し、1991年にスタンフォード大学でPh.D.を取得した。その後、ゼロックスのパロアルト研究所に6年間勤務し、マルチキャストルーティング、モバイルインターネットワーキング、スケーラブルアドレッシング、インターネットでのマルチメディアアプリケーションのサポートなど、先進的なインターネット技術に関する研究に従事していた。1996年にシスコシステムズに入社した。
彼はインターネットアーキテクチャ委員会(IAB)の元会員であり、Internet Engineering Task Force(IETF)の多くのワーキンググループの元議長である。IPマルチキャストの発明者であり、新しいバージョンのInternet ProtocolであるIPv6の設計を主導している。
2010年、IPマルチキャストとIPv6に関する業績に対してIEEEインターネット賞が授与された。1994年、Internet Talk Radioにより"Geek of the Year"に選ばれた。